# ハリマウ・ムダ
ハリマウ・ムダ（別名・ヤング・タイガース）とは、シンガポールサッカー・Sリーグに参加していたマレーシアのクラブチームである。

## 概要
2007年にマレーシアサッカー協会が23歳以下（夏季オリンピック代表相当）の若手選手の育成・強化を念頭に結成し、マレーシアサッカーリーグの2部「プレミアリーグ」に加盟し、加盟2年目の2009年にプレミアリーグに優勝。2010年にはマレーシアスーパーリーグ（1部）に昇格する権利を得るもそれには参加せず、スロバキアで8ヶ月の強化キャンプを組むと共に、招待参加という形でスロバキアリーグ（所属ランク不明）にも参戦したことがある。2011年にはスーパーリーグに「復帰」して14チーム中5位。
その年、マレーシアサッカー協会とシンガポールサッカー協会はそれぞれの23歳以下を軸とした若手選手育成のため、2012年から相互に国内リーグへ参加することを発表し、マレーシアからは当チームが派遣されることになった。なお、マレーシアリーグにはそのサテライト相当の19歳以下を中心としたBチームが参加している。名目上「23歳以下」「19歳以下」が基本とはなっているものの、必ずしもその国の年齢別代表ナショナルチームではなく、マレーシア協会が運営する若手育成のためのクラブチームという位置づけである。
なお、2013年はSリーグ参加のAチームが同世代が出場する東南アジア競技大会のナショナルチーム強化の観点から、それに参加することを見送り、代わって19歳以下のBチームがSリーグに派遣された
本拠地はマレーとの国境に近いシンガポール北部の都市イシュンにある「イシュンスタジアム」を使用する。
2015年11月、解散が発表された。